# Joan Planes Vila
Joan Planes Vila   (Estamariu, 16 d'agost de 1941 - 23 de gener de 2025) va ser un empresari català fundador de la multinacional Fluidra.

## Biografia
L'any 1969 va fundar Astral SA de Construcciones Metálicas, empresa que donaria origen a Fluidra, un grup multinacional dedicat al desenvolupament d'aplicacions per a l'ús sostenible de l'aigua del qual en va ser fundador i president. Amb seu a Sabadell, té delegacions i centres productius en diverses ciutats arreu del món. Es retirà de la primera línia el 2006, any de llançament a la borsa de l'empresa, i el va substituir el va substituir el seu fill Eloi Planes i Corts en la presidència executiva.
Va formar part de la Junta Directiva de l’Associació Orfeó Català i de la Cambra de Comerç de Barcelona entre els anys 1998 i 2010. En 2011 va rebre el Premi Cambra al Mèrit Empresarial de la Cambra de Comerç de Sabadell. Va mantenir-se actiu al capdavant de les fundacions de l'empresa fins al moment de la seva mort.
El Govern de Catalunya li concedí la Creu de Sant Jordi el 2013. El desembre de 2014 fou nomenat president de la Fundació Orquestra Simfònica del Vallès.